# Star Wars Customizable Card Game
 (mai 2008).
Si vous disposez d'ouvrages ou d'articles de référence ou si vous connaissez des sites web de qualité traitant du thème abordé ici, merci de compléter l'article en donnant les références utiles à sa vérifiabilité et en les liant à la section « Notes et références ».
Star Wars Customizable Card Game (SW:CCG) est depuis 1995 un jeu de cartes à collectionner sur l'univers de Star Wars de George Lucas. Ce jeu a été créé par Decipher, Inc. qui a également produit des jeux équivalents sur les univers de Star Trek et du Le Seigneur des anneaux.
Tom Braunlich, Rollie Tesh et Jerry Darcy sont les designers des cartes, celles-ci incluant des images des films et des images retouchées. Les cartes à bords noirs sont en tirage limité différemment de celles à bord blancs. Aucune version française de ces cartes n'a été produite, ainsi les cartes disponibles en France sont importées des États-Unis.

## Principe
Comme pour Magic : L'Assemblée, le but est d'optimiser son deck pour pouvoir affronter un adversaire. Les batailles se font toujours « empire » contre « rébellion ». Différents types de cartes existent : lieux, personnages, véhicules, effet, interruption, armes, outils, vaisseaux spatiaux etc. Les personnages principaux ont plusieurs cartes reflètant l'évolution des personnages durant la saga.

## Autres versions
En 2002, une nouvelle édition reprenant l'intégralité de la saga a été éditée par Wizards of the Coast, l'entreprise derrière Magic : L'Assemblée.
Deux autres jeux ont été créés par Decipher sur l'univers de Star Wars : Young Jedi et Jedi Knights. Une tentative de créer un jeu sur un univers de science-fiction propriétaire — et non plus sous licence — a échoué en 2005.

## Sets

### Full sets
- Premiere (1995) : Star Wars, épisode IV : Un nouvel espoir
- A New Hope (1996) : Star Wars, épisode IV : Un nouvel espoir
- Hoth (1996) : Star Wars, épisode V : L'Empire contre-attaque
- Dagobah (1997) : Star Wars, épisode V : L'Empire contre-attaque
- Cloud City (1997) : Star Wars, épisode V : L'Empire contre-attaque
- Jabba's Palace (1998) : Star Wars, épisode VI : Le Retour du Jedi
- Special Edition (1998)
- Endor (1999) : Star Wars, épisode VI : Le Retour du Jedi
- Death Star II (2000) : Star Wars, épisode VI : Le Retour du Jedi
- Tatooine (2001) : Star Wars, épisode I : La Menace fantôme
- Coruscant (2001) : Star Wars, épisode I : La Menace fantôme
- Theed Palace (2001)

### «Premium» et sets additionnels
- Premiere Two-Player Game (1995)
- Jedi Pack (1996)
- The Empire Strikes Back Two-Player Game (1996)
- Rebel Leaders pack (1997)
- Official Tournament Sealed Deck (1998)
- Enhanced Premiere (1998)
- Enhanced Cloud City (1999)
- Enhanced Jabba's Palace (1999)
- Jabba's Palace Sealed Deck (2000)
- Reflections II (2000)
- Third Anthology (2000)
- Reflections III (2001)

### Divers
- First Anthology (1997)
- Second Anthology (1998)
- Reflections (1999)

## Tournois internationaux
| Année | Vainqueur          | Nationalité | Finaliste        | Nationalité |
| ----- | ------------------ | ----------- | ---------------- | ----------- |
| 2011  | Kevin Shannon (2)  | États-Unis  | Brian Herold     | États-Unis  |
| 2010  | Dan Kim            | États-Unis  | Kyle Krueger     | États-Unis  |
| 2009  | Brian Hunter       | États-Unis  | Justin Desai     | États-Unis  |
| 2008  | Kevin Shannon      | États-Unis  | Kyle Krueger     | États-Unis  |
| 2007  | Jonathan Chu (2)   | États-Unis  | Justin Desai     | États-Unis  |
| 2006  | Nate Meeker        | États-Unis  | Brian Hunter     | États-Unis  |
| 2005  | Drew Scott         | États-Unis  | James Booker     | États-Unis  |
| 2004  | Brandon Schele     | États-Unis  | Reid Smith       | États-Unis  |
| 2003  | Jonathan Chu       | États-Unis  | Greg Shaw        | États-Unis  |
| 2002  | Angelo Consoli     | Allemagne   | Greg Shaw        | États-Unis  |
| 2001  | Bastian Winkelhaus | Allemagne   | Martin Akesson   | Suède       |
| 2000  | Matt Sokol         | États-Unis  | Yannick Lapointe | Canada      |
| 1999  | Gary Carman        | Royaume-Uni | Steven Lewis     | États-Unis  |
| 1998  | Matt Potter        | États-Unis  | Michael Riboulet | Royaume-Uni |
| 1997  | Philipp Jacobs     | Allemagne   | Michael Riboulet | Royaume-Uni |
| 1996  | Raphael Asselin    | Canada      | Bjørn Sørgjerd   | Norvège     |